# Хелленштайн (замок, Баден-Вюртемберг)
Хелленштайн (нем. Schloss Hellenstein) — замок, расположенный над городом Хайденхайм-на-Бренце в земле Баден-Вюртемберг, Германия. Когда-то это была резиденция дворянского рода Хелленштайн. В позднее средневековье крепость оказалась во владении правителей Баварии, а в начале Нового времени — Вюртемберга.

## История
Замок в 1096 году начал строить Гоцперт де Халенштайн, чьи внуки Тегенхардус де Хелленштайн и Дегенхард фон Хелленштайн служили императору Фридриху I Барбароссе. Дегенхард фон Хелленштайн значительно расширил крепость.
в 1273 году род Хелленштейн пресёкся. Замок несколько раз переходил из рук в руки, пока не оказался в собственности семьи графов Гельфенштайн, чьи представители владели им с 1351 по 1448 год. После 1450 года замок стал принадлежать правителям Баварии.

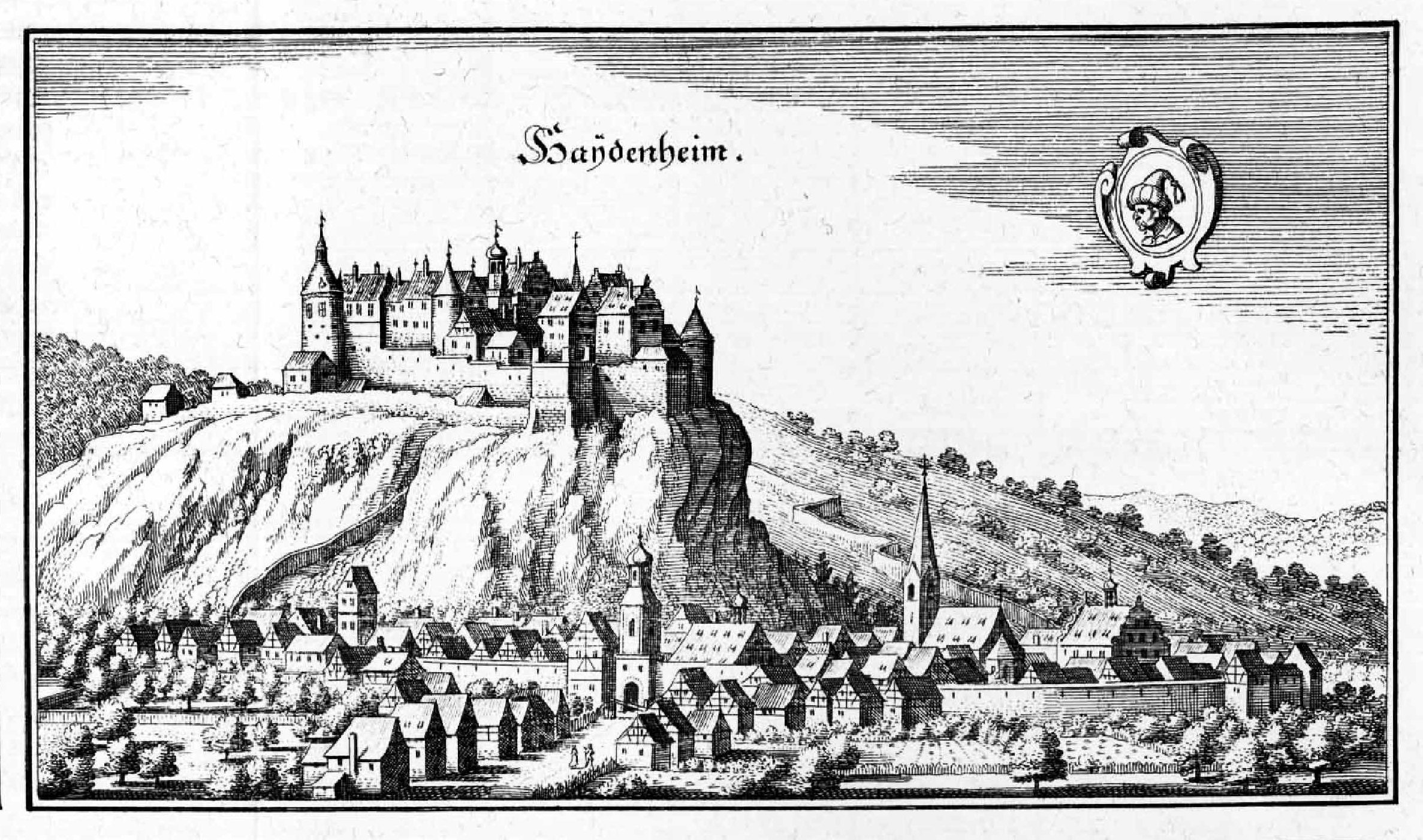
Вид замка на гравюре XVII века

В 1503 году замок перешёл под управление герцогов Вюртемберга и стал центром региона Хайденхайм. 5 августа 1530 года сильный пожар почти полностью уничтожил Хелленштайн. Восстановлением замка между 1537 и 1544 годами занимался герцог Ульрих фон Вюртемберг. Когда в 1593 году к власти пришел герцог Фридрих I Вюртембергский, он решил усилить средневековую крепость с восточной стороны новыми укреплениями. Контракт на работы был заключен с известным строителем Генрихом Шикхардтом в 1598 году. В ходе реконструкции площадь замка расширили, а также возвели новые башни и бастионы. Внутри построили новую церковь в стиле ренессанс. Образцом послужила церковь в старом замке Штутгарта, созданная по проекту Элиаса Гунценхойзера. С 1901 года церковь Хелленштайна была превращена городской музей.
Замок со временем превратился в красивую княжескую резиденцию, где часто останавливались герцоги Вюртемберга и их знаменитые гости. В частности здесь бывали имперский генералиссимус Альбрехт фон Валленштайн (1630), полководцы Евгений Савойский (1702) и Карл Тешенский (1796).

## Внутри замка

### Колодец
В южной части замка имеется колодец 78-метровой глубины, который называется Киндельсбруннен. Название колодца связано с местной легендой, будто младенцев Хайденхайма приносили не аисты, а их доставали из колодца.
До Тридцатилетней войны водоснабжение замка обеспечивала сложная система труб, созданная Элиасом Гунценхойзером. Источник находился ниже замка на 80 метров, около водяной мельницы. Но в ходе военных действий система оказалась разрушена. Поэтому для решения проблем с водоснабжением было решено пробить в скальном основании шахту для колодца. Этим занялись шахтёры из Кёнигсброна. Столь сложная работа продолжалась несколько лет, с 1666 по 1670 год. Владельцам замка услуги шахтёров обошлись очень дорого: в 6750 гульденов (примерно 500 000 евро в соответствии с сегодняшней покупательной способностью).

### Музей
В 1901 году в бывшей замковой церкви был открыт краеведческий музей. Здесь представлена богатая коллекция различных предметов, связанных с историей и культурой региона. Профессор Евгений Гаус, основатель музея, обогатил коллекцию находками во время раскопок в окрестностях.
Известный немецкий учёный Альфред Мейбольд подарил музею свою коллекцию предметов из Индии.
Также в замке размещена коллекция карет, колясок, повозок и других транспортных средств прежних эпох.

## Современное использование
Кроме музея замок Хелленштайн известен своими музыкальными фестивалями. С 1964 года здесь летом в руинах Рыцарского зала проходят под открытым небом Оперные фестивали. А кроме того здесь с 1998 года регулярно проводятся концерты музыкального молодёжного проекта JuMP.

## Галерея

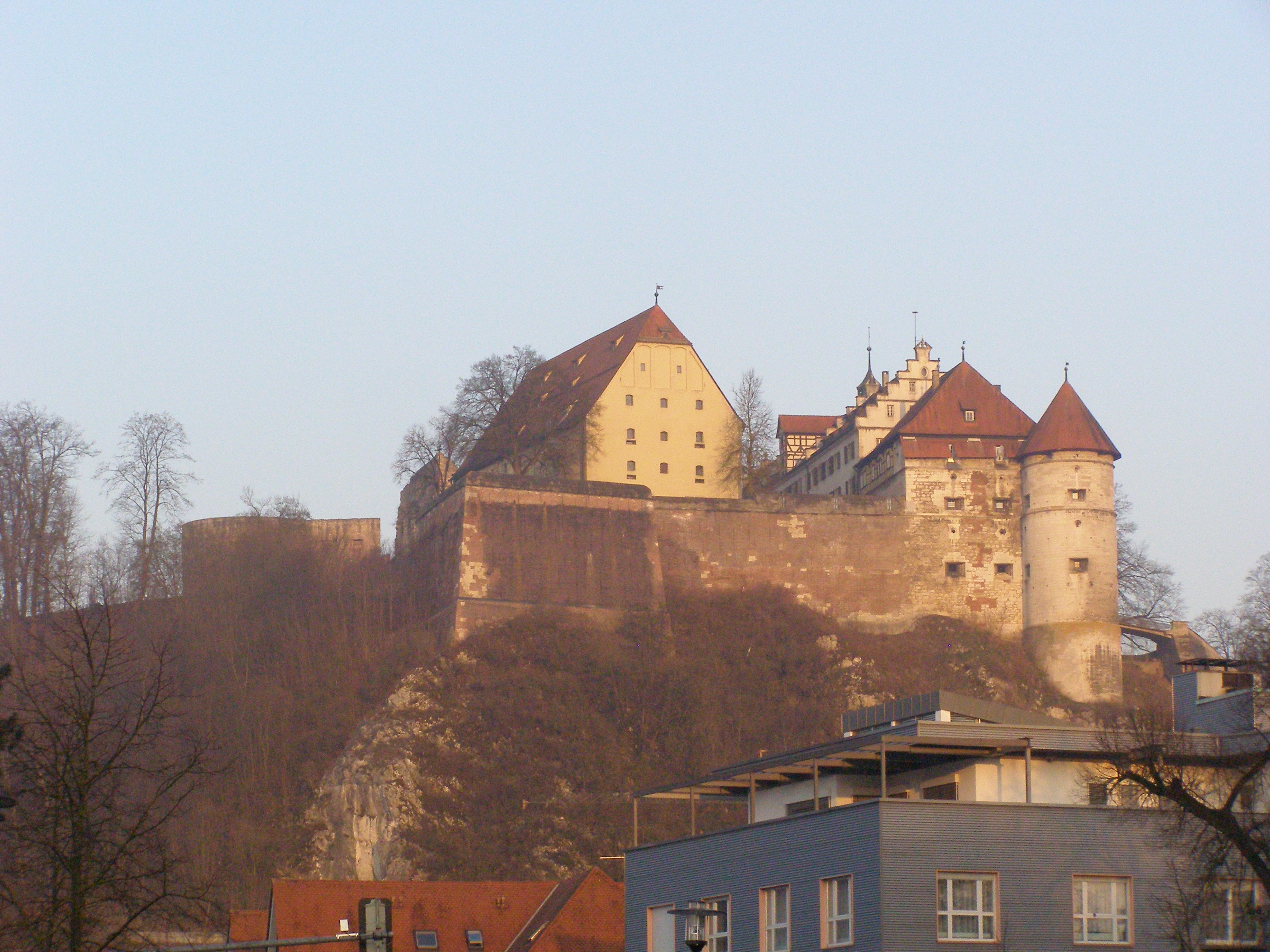
Вид замка со стороны города
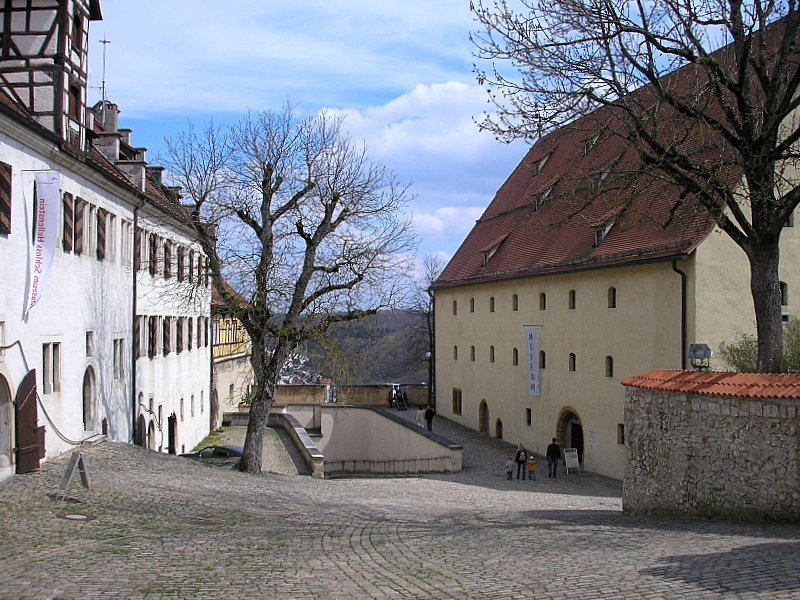
Внутренний двор замка
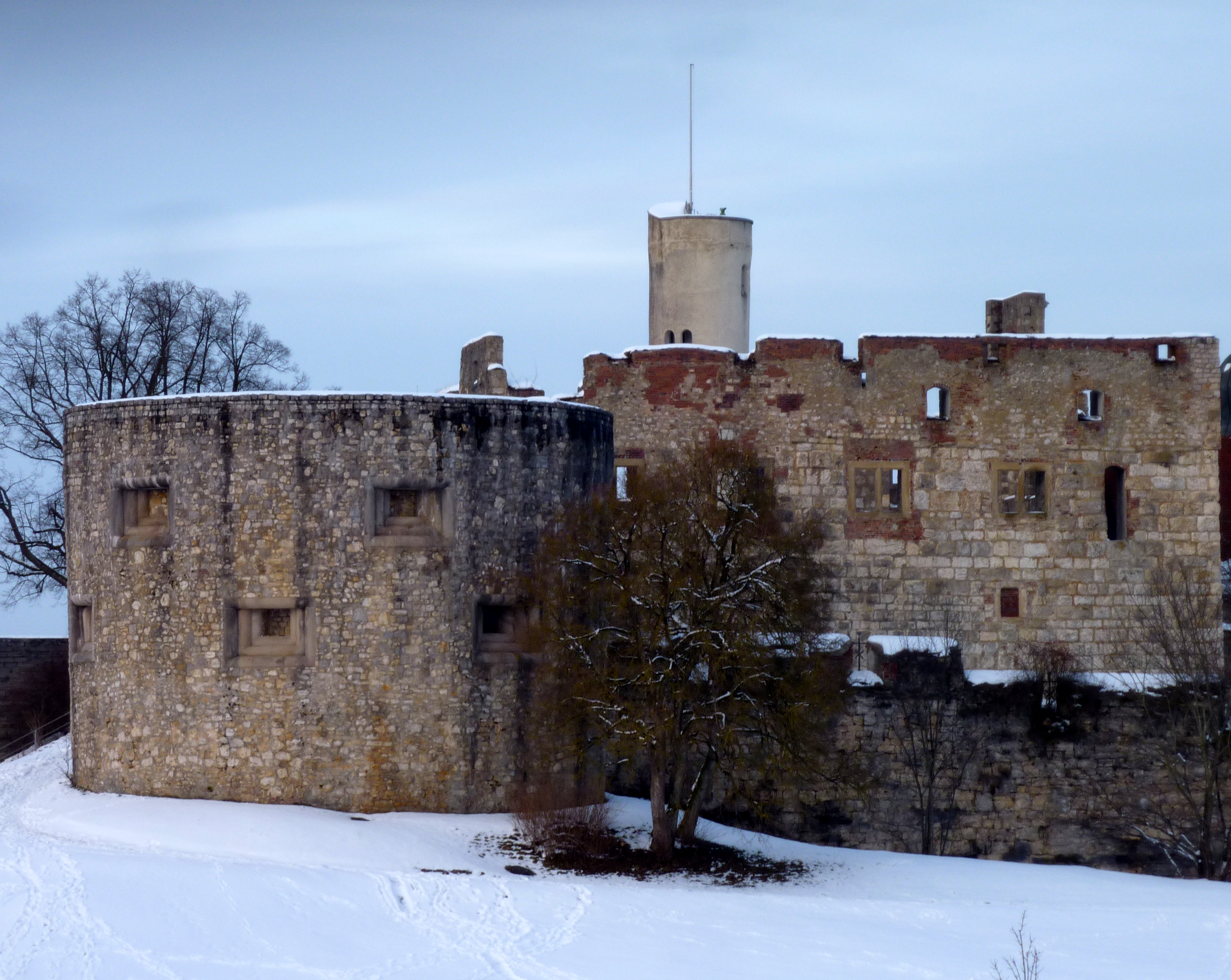
Юго-западная башня
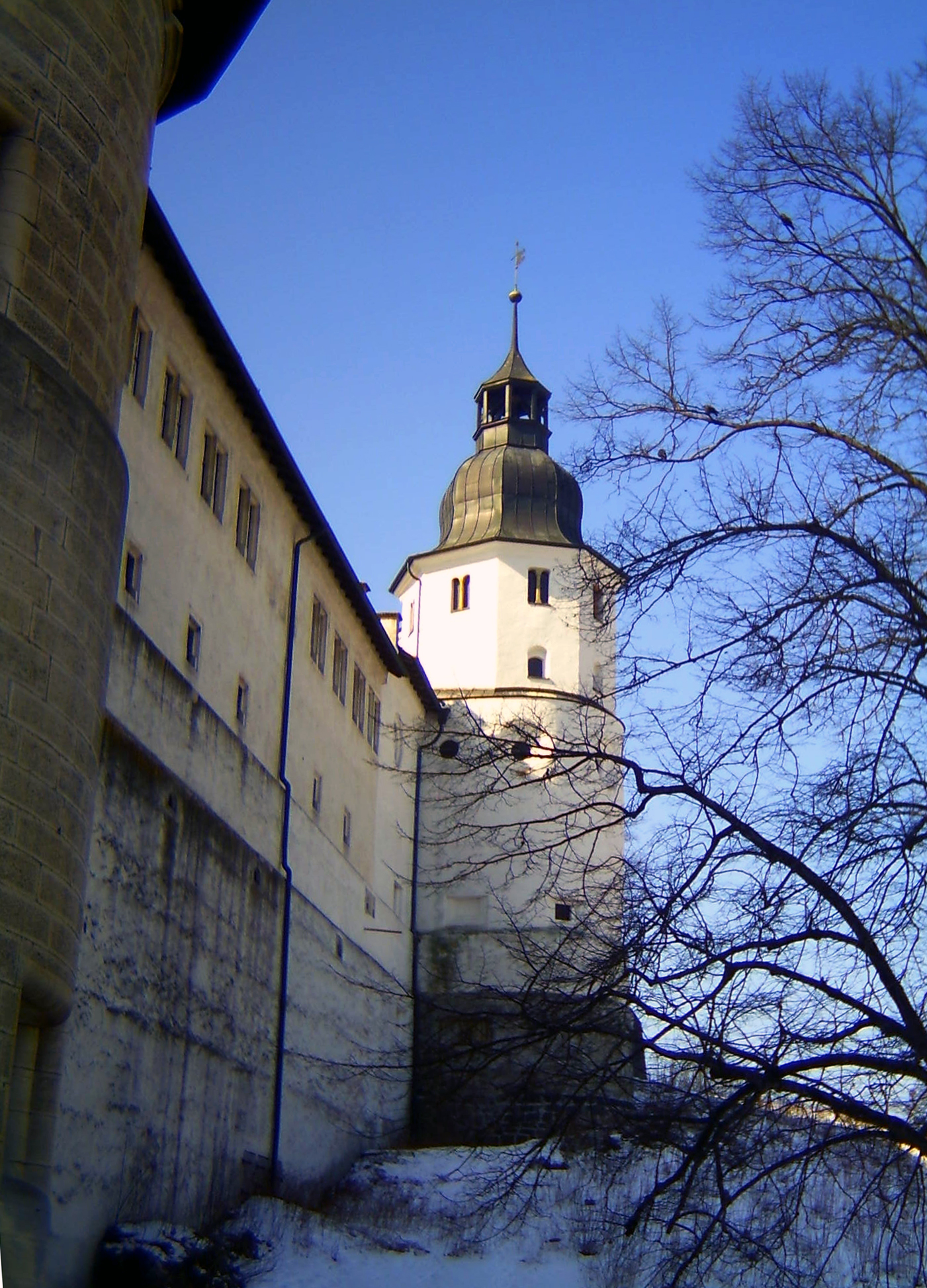
Северная башня
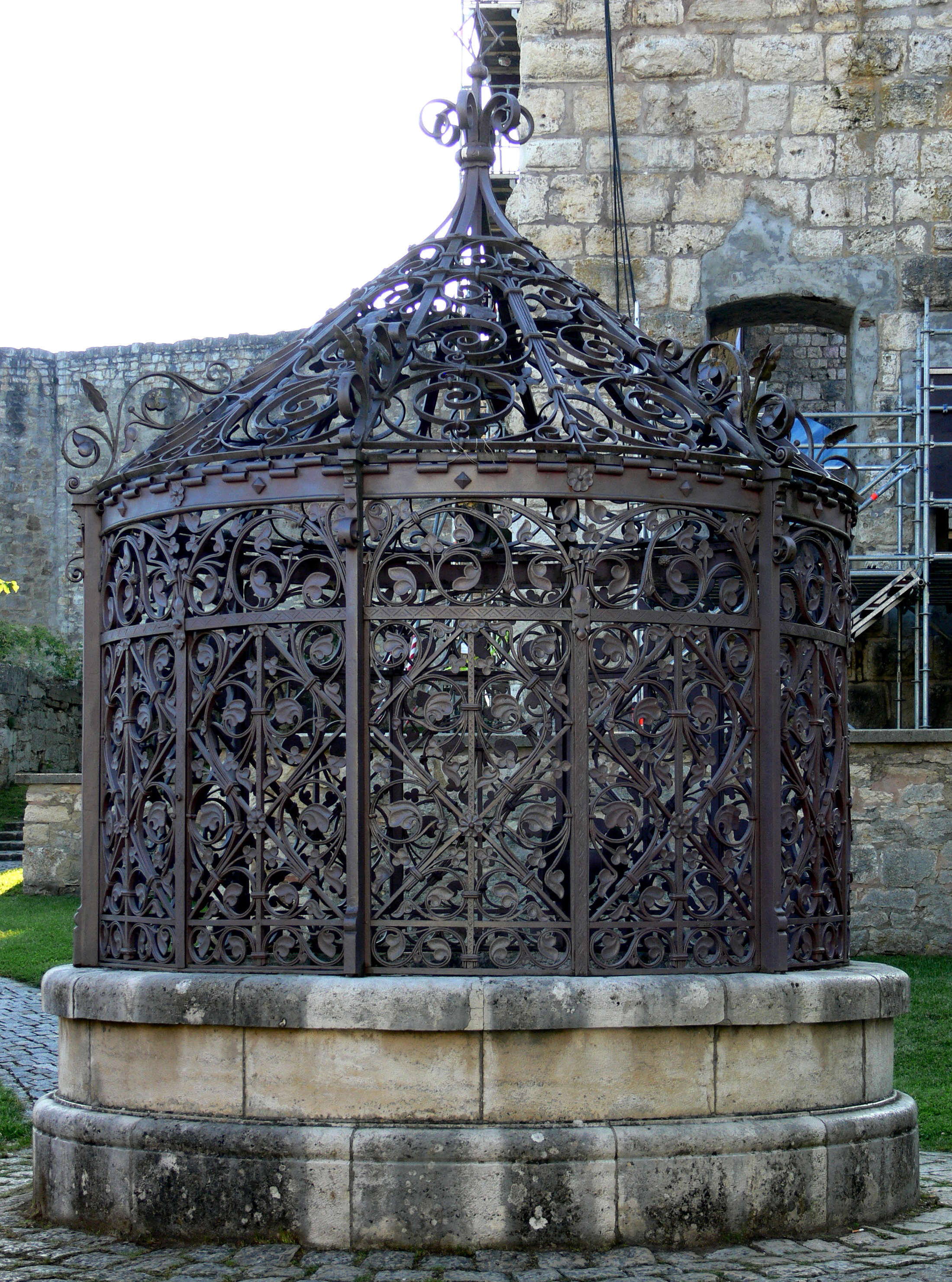
Декоративная решётка замкового колодца
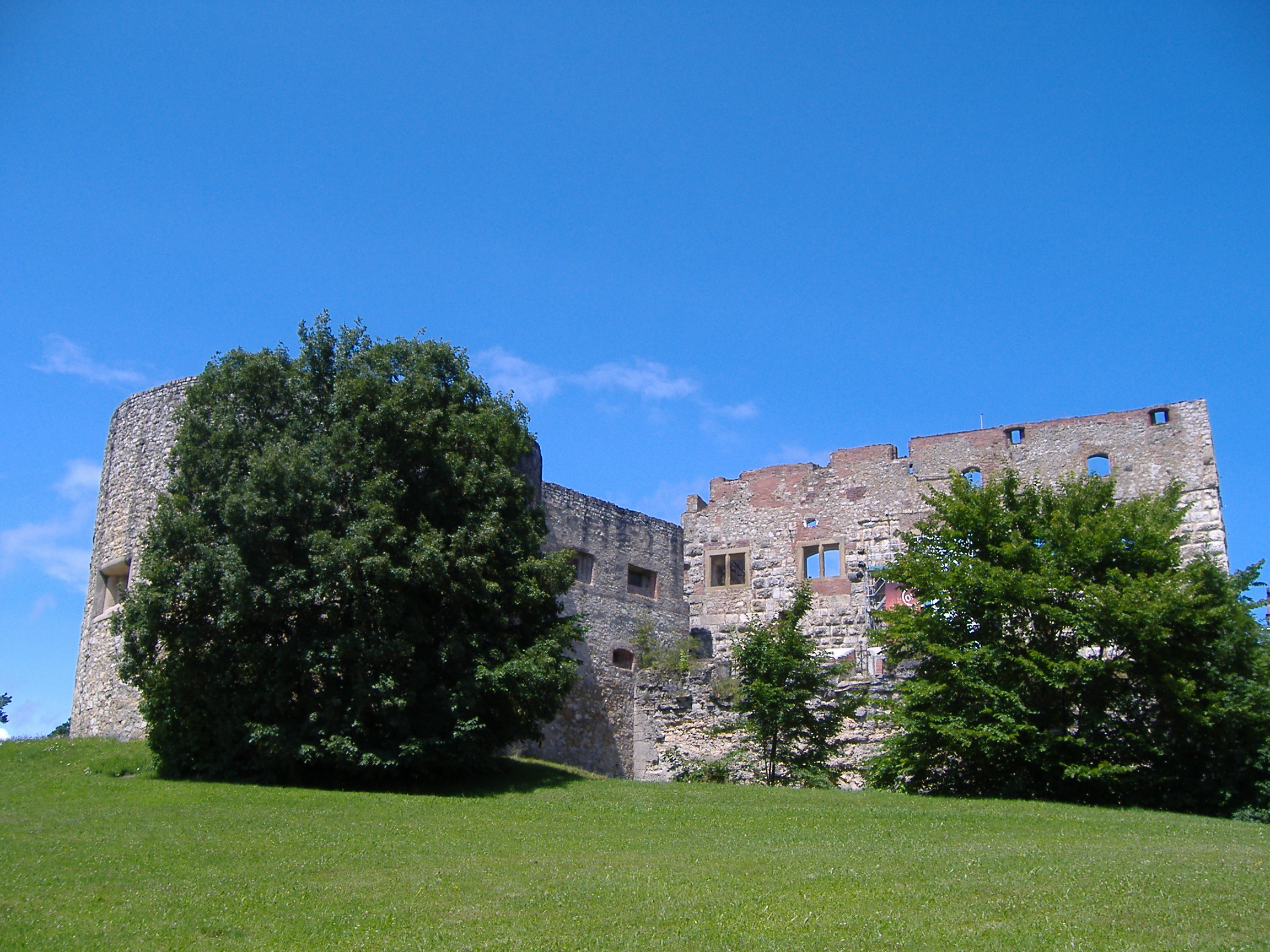
Руины рыцарского зала